# The Younger Lady

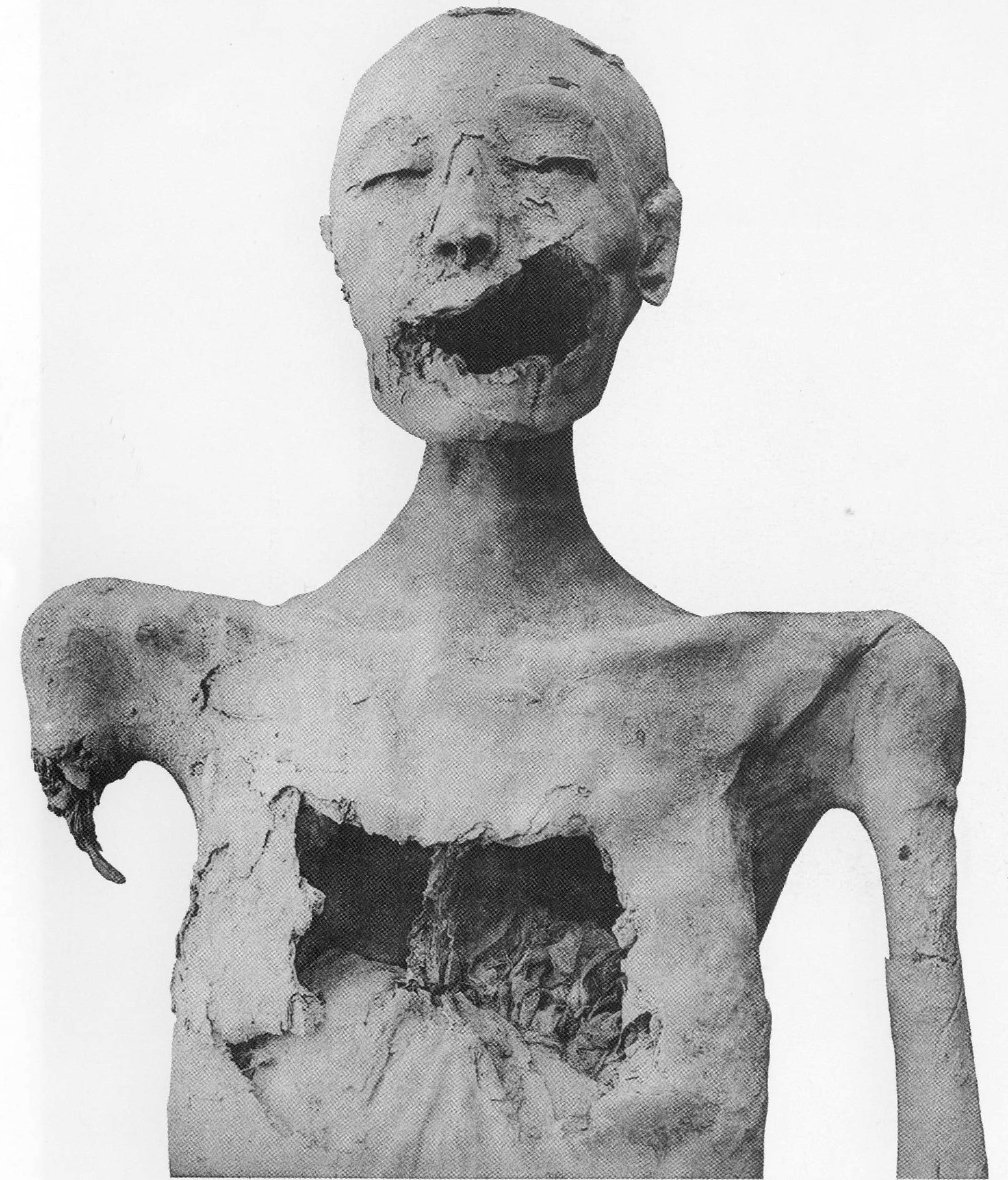
Mumien "The Younger Lady".

The Younger Lady är det informella namnet på mumien KV35YL med inventarienummer CG 61072 som hittades 1898 i  i Konungarnas dal i Egypten av arkeologen Victor Loret. Hennes mumie hittades utan kista tillsammans med mumien för Tiye och en oidentifierad prins i kammare Jc i graven KV35. Sannolikt har The Younger Lady ursprungligen blivit begravd någon annanstans, och först senare flyttats till KV35.
DNA-tester visar att The Younger Lady var syster till Akhenaton, och att hon även tillsammans med Akhenaton är förälder till Tutankhamon. Hennes föräldrar var Amenhotep III och Tiye.

## Identifiering
| The Younger Lady och Nefertitis byst på Neues Museum i Berlin. |  | The Younger Lady och Nefertitis byst på Neues Museum i Berlin. |
| The Younger Lady och Nefertitis byst på Neues Museum i Berlin. |  |                                                                |

Realistiska kandidater för The Younger Ladys identitet är:
- ca 35-åriga Nefertiti[5]
- ca 30-åriga Kiya (Akhenatons andra fru)[5]
- Sitamun (dotter till Amenhotep III och Tiye)[2]
- ca 20–25-åriga Meritaton (Nefertitis och Akhenatons äldsta dotter)[5]

Flera studier har identifierat The Younger Lady som Nefertiti, inte minst på grund av de visuella likheterna mellan mumien och den byst av Nefertiti som finns på Neues Museum i Berlin. Bedömningar baserade på mumiens skelett och kindtänder tyder på att The Younger Lady var yngre än 25 år vid dödstillfället, och röntgenundersökningar visar att hon kan ha varit så ung som 16 när hon avled. The Younger Lady är 1,58 m lång.
Den omständighet att The Younger Lady begravdes tillsammans med en drottning och en prins och att hon hade rakat huvud, hade dubbla hål i öronen, tecken på hårt åtsittande pannband och armen i en kunglig position tyder högst sannolikt på att The Younger Lady var kunglig. Mumifieringstekniken som har använts för The Younger Lady tyder på att hon är mumifierad vid tiden för Amenhotep II (r. 1428–1397 f.Kr.) eller under den senare hälften av den artonde dynastin.